# Liste der Meilensteine an der Bundesstraße 105 in Mecklenburg
Die Liste der Meilensteine an der Bundesstraße 105 in Mecklenburg ist eine tabellarische Zusammenstellung der Ganz- und Halbmeilensteine am mecklenburgischen Abschnitt der historischen Hansischen Ostseestraße zwischen Lübeck und Stettin, die jetzt Teil der Bundesstraße 105 ist. Wegen des Baus von Ortsumgehungen in Bentwisch und Ribnitz-Damgarten wurde der Verlauf der B 105 dort verlegt und die Steine standen oder stehen am ehemaligen Straßenverlauf. 
Aus der Zeit des Chausseebaus sind in Mecklenburg Meilen- und Halbmeilensteine erhalten geblieben. Auf den Ganzmeilensteinen befinden sich gusseiserne Tafeln mit Entfernungsangaben nach Rostock und Lübeck. 
Der Hauptmeilenstein in Ludwigslust an der Chaussee von Hamburg nach Berlin aus dem Jahre 1829 ist der höchste und älteste Meilenstein in Mecklenburg-Vorpommerns. Von besonderer postalischer Bedeutung für die zunehmend mit Postkutschen, die bis ins frühe 20. Jahrhundert zur schnellen Beförderung von Postsendungen und gleichzeitig zahlenden Fahrgästen benutzt wurden.
Seit der Einführung der Maß- und Gewichtsordnung am 16. Mai 1816 entsprach 1 Preußische Meile = 7.5325 Meter, Deutsche Land(es)meile (Dänemark, Hamburg).

## Geschichte

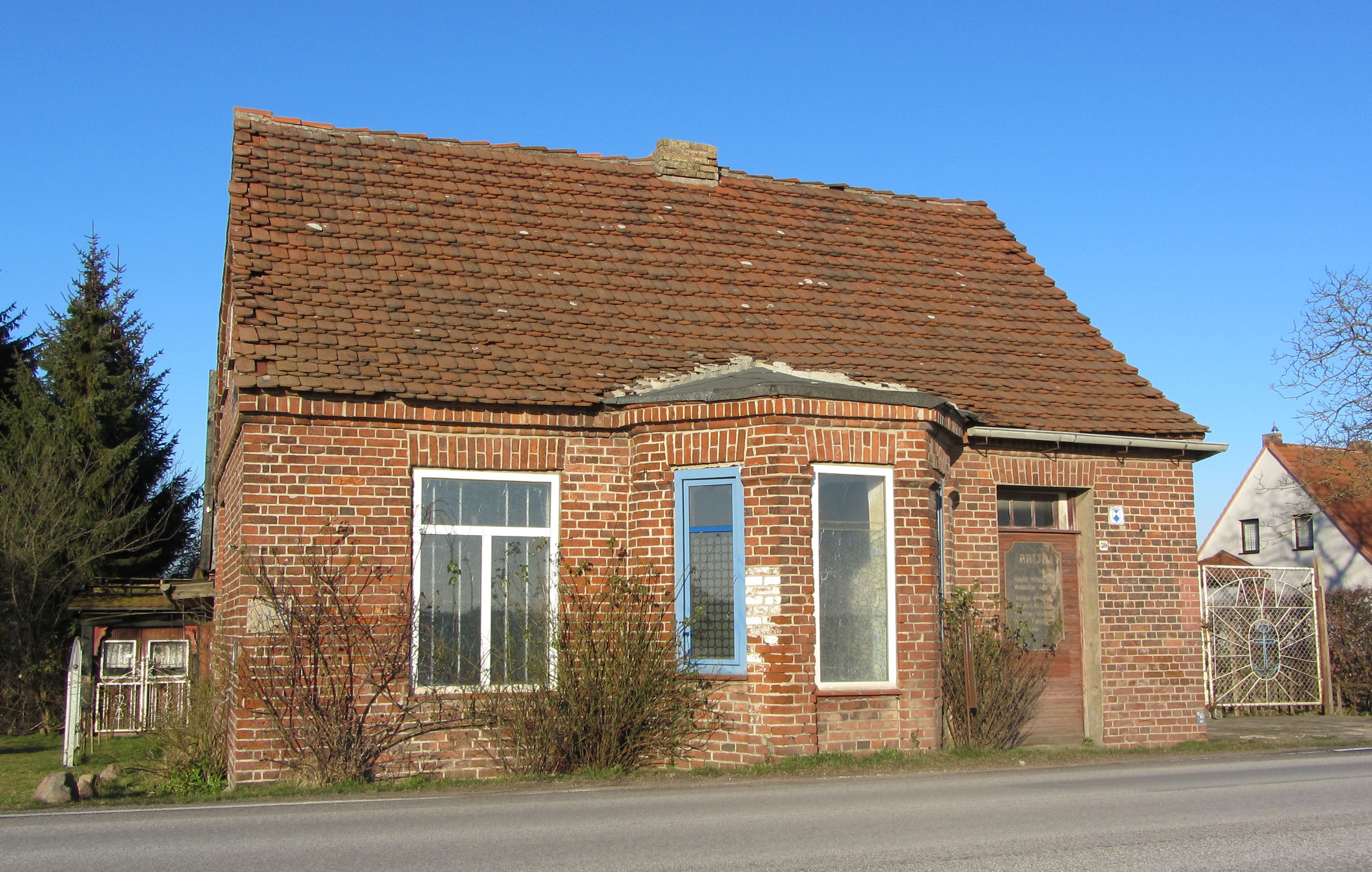
Chausseehaus in Mallentin

Der Abschnitt zwischen Rostock und Ribnitz wurde 1842 fertiggestellt, das Teilstück von Lübeck über Grevesmühlen nach Wismar im Jahre 1847. Auf diesem Abschnitt finden sich noch zwei historische Chausseehäuser, das Chausseehaus in Mallentin steht unter Denkmalschutz. Die B 105 ist Teil der ehemaligen Transitstrecke von Lübeck zum Fährhafen Sassnitz.
Um der steigenden Verkehrsdichte gerecht zu werden, ist der Abschnitt zwischen Rostock und Ribnitz in den 1970er Jahren ausgebaut worden. Hierbei wurden neben dem grundhaften Ausbau im größten Teil der Querschnitt und Kurvenradien vergrößert, dem vor allem die Alleebäume zum Opfer fielen. Heute findet man nur noch im Abschnitt zwischen Mönchhagen und Altheide auf der südlichen Seite Straßenbäume.
Im Zusammenhang mit dem Umbau der Autobahnanschlussstelle Rostock-Ost (A 19) in den 1990er Jahren und dem Neubau des Hansecenters wurde die B 105 auf die neugebaute Ortsumgehung Bentwisch verlegt.
Am 2. November 2004 erfolgte die Verkehrsfreigabe für den rund 5,8 Kilometer langen und etwa 25 Millionen Euro teuren Neubau für die Ortsumgehung Ribnitz.

## Zwischen Lübeck und Wismar
Die Hansische Ostseestraße führte vom Lübecker Markt durch das Burgtor hinaus auf Schlutup zu, wo sie die lübische Landwehr verließ. Der weitere Verlauf führte nördlich von Selmsdorf an der Martinsmühle vorbei über die Dassower Brücke über die Stepenitz nach Dassow. Von hier verlief die Straße weiter über Mallentin nach Grevesmühlen, wo sich eine Zollstelle befand. Über Hoikendorf und Gägelow vorbei am Wismarer Aussätzigenhospital St. Jacobshof erreichte sie dann Wismar. Über die heutige Lübsche Straße führte der Weg in die Stadt hinein.
| Lage                                  | Koordinaten                      | Art                                                                | Entfernung nach Lübeck in Meilen | Entfernung nach Wismar in Meilen | Entfernung nach Rostock in Meilen | Bild        | weitere Bilder |  |
| ------------------------------------- | -------------------------------- | ------------------------------------------------------------------ | -------------------------------- | -------------------------------- | --------------------------------- | ----------- | -------------- |  |
| Selmsdorf, Ortsausgang West           | 53° 53′ 1,6″ N, 10° 50′ 48,7″ O  | Meilenstein, mit 3 Plaketten 7 M (Meilenposition unklar)           | –                                | 7                                | –                                 | West, B 104 |                |  |
| Selmsdorf, Ortsmitte                  | 53° 52′ 54″ N, 10° 51′ 32,2″ O   | Halbmeilenstein, mit 3 Plaketten 1/2 M (jedoch Ganzmeilenposition) | –                                | –                                | –                                 | Ortsmitte   |                |  |
| Selmsdorf, früher verm. bei Zarnewenz | 53° 52′ 59,7″ N, 10° 51′ 48,2″ O | Halbmeilenstein, ohne Plakette                                     | –                                | –                                | –                                 |             | Bilder         |  |
| Dassow                                | 53° 54′ 20,5″ N, 10° 57′ 34,5″ O | Meilenstein, mit Gravur V Meilen von Wismar                        | –                                | 5                                | –                                 |             | Bilder         |  |
| Holm                                  | 53° 54′ 7,7″ N, 11° 0′ 47,4″ O   | Halbmeilenstein, mit Plakette B 105                                | –                                | –                                | –                                 |             | Bilder         |  |
| Schmachthagen                         | 53° 52′ 35,4″ N, 11° 5′ 47,4″ O  | Halbmeilenstein, mit Plakette B 105                                | –                                | –                                | –                                 |             | Bilder         |  |
| Grevesmühlen                          | 53° 51′ 56″ N, 11° 10′ 3″ O      | Meilenobelisk, nur Sockel                                          | –                                | –                                | –                                 |             | Bilder         |  |
| Neu Degtow                            | 53° 51′ 58,5″ N, 11° 13′ 13,9″ O | Halbmeilenstein, mit Gravur 1/2 M                                  | –                                | –                                | –                                 |             | Bilder         |  |
| Plüschow                              | 53° 51′ 41,7″ N, 11° 16′ 35,3″ O | Meilenstein, mit Gravur II Meilen von Wismar und Plakette B 105    | –                                | –                                | –                                 |             | Bilder         |  |
| Gressow                               | 53° 51′ 57,9″ N, 11° 19′ 53,9″ O | Halbmeilenstein, mit Gravur 1/2 M                                  | –                                | –                                | –                                 |             | Bilder         |  |
| Stofferstorf                          | 53° 53′ 32″ N, 11° 21′ 56,9″ O   | Meilenstein, mit Plakette B 105                                    | –                                | 1                                | –                                 |             | Bilder         |  |
| Wendorf                               | 53° 53′ 57,8″ N, 11° 24′ 42,2″ O | Halbmeilenstein, mit Plakette B 105                                | –                                | –                                | –                                 |             | Bilder         |  |

## Zwischen Wismar und Rostock
Über die Rostocker Straße führte der Weg wieder aus der Stadt hinaus, um über Neuburg, Neubukow, Kröpelin, das Kloster in Doberan, Parkentin und Klein Schwaß nach Rostock zu verlaufen.
| Lage                    | Koordinaten                     | Art             | Entfernung nach Lübeck in Meilen | Entfernung nach Wismar in Meilen | Entfernung nach Rostock in Meilen | Bild | weitere Bilder |  |
| ----------------------- | ------------------------------- | --------------- | -------------------------------- | -------------------------------- | --------------------------------- | ---- | -------------- |  |
| Kröpelin, an der B 105  | 54° 4′ 22,3″ N, 11° 48′ 53,6″ O | Halbmeilenstein | –                                | –                                | –                                 |      | Bilder         |  |
| Bad Doberan             | 54° 6′ 19,1″ N, 11° 54′ 41,7″ O | Halbmeilenstein | –                                | –                                | –                                 |      | Bilder         |  |
| Parkentin, an der B 105 | 54° 6′ 32,6″ N, 11° 57′ 46,7″ O | Meilenstein     | –                                | –                                | 2                                 |      | Bilder         |  |

## Zwischen Rostock und Ribnitz
Von Rostock führte die Trasse nördlich über Bentwisch und Rövershagen nach Ribnitz, wo sich eine Zollstelle befand. Die hinter Ribnitz liegende Recknitz bildete die Grenze zu Pommern.
| Lage                                          | Koordinaten                      | Art             | Entfernung nach Lübeck in Meilen | Entfernung nach Wismar in Meilen | Entfernung nach Rostock in Meilen | Bild | weitere Bilder |  |
| --------------------------------------------- | -------------------------------- | --------------- | -------------------------------- | -------------------------------- | --------------------------------- | ---- | -------------- |  |
| Bentwisch, in der Ortslage                    | 54° 6′ 45,2″ N, 12° 11′ 54,6″ O  | Halbmeilenstein | –                                | –                                | –                                 |      | Bilder         |  |
| Mönchhagen, an der B 105                      | 54° 9′ 7,2″ N, 12° 13′ 45,3″ O   | Meilenstein     | –                                | –                                | 1                                 |      | Bilder         |  |
| Rövershagen, an der B 105                     | 54° 11′ 12,3″ N, 12° 16′ 24,2″ O | Halbmeilenstein | –                                | –                                | –                                 |      | Bilder         |  |
| Gelbensande                                   | 54° 12′ 20,6″ N, 12° 19′ 19,5″ O | Halbmeilenstein | –                                | –                                | –                                 |      | Bilder         |  |
| Altheide, an der B 105                        | 54° 12′ 42,2″ N, 12° 20′ 14,4″ O | Meilenstein     | –                                | –                                | 2                                 |      | Bilder         |  |
| Borg, an der B 105, Abzweig nach Klockenhagen | 54° 13′ 25,7″ N, 12° 22′ 5,8″ O  | Meilenstein     | Borg 11334                       | –                                | 3                                 |      | Bilder         |  |
| Ribnitz, an der westl. Zufahrt zur B 105      | 54° 14′ 11,3″ N, 12° 24′ 2,2″ O  | Halbmeilenstein | Ribnitz 11352                    | –                                | –                                 |      | Bilder         |  |